# Unterseeboot 53 (1939)
Pour les articles homonymes, voir Unterseeboot 53.
L'Unterseeboot 53 ou U-53 est un sous-marin allemand (U-Boot) de type VII.B construit pour la Kriegsmarine pendant la Seconde Guerre mondiale.

## Construction
L'U-53 provient du programme 1937-1938 pour une nouvelle classe de sous-marins océaniques. Il est de type VII B construits entre 1936 et 1940. Sorti des chantiers de Friedrich Krupp Germaniawerft AG à Kiel, la quille du U-53 est posée le 13 mars 1938 et il est lancé le 6 mai 1939. L'U-53 entre en service seulement un mois et demi plus tard.

## Historique
Mis en service le 24 juin 1939, l'U-53 sert comme sous-marin d'entrainement pour les équipages en 1939 au sein de la Unterseebootsflottille "Wegener".
Il réalise sa première patrouille de combat, quittant le port de Kiel, le 29 août 1939, aux ordres du Kapitänleutnant Ernst-Günter Heinicke, à la recherche de convois ennemis dans l'Atlantique Nord au large de l'Irlande, en contournant les Îles anglaises en passant par la mer du Nord. Il coule de la sorte deux navires pour un total de 14 018 tonneaux. Il retourne à Kiel le 30 septembre 1939, après trente-trois jours de navigation.
Il quitte Kiel le 21 octobre 1939 pour sa deuxième patrouille de conserve avec l'U-25 et avec l'U-26. Leur objectif commun consiste à passer par le détroit de Gibraltar, afin d'effectuer des assauts contre les bâtiments alliés en mer Méditerranée. Intimidé par les puissantes forces britanniques gardant le détroit, Ernst-Günter Heinicke ne cherche pas à forcer le blocus. De retour en Allemagne le 30 novembre 1939 à Kiel après quarante-et-un jours de croisière, le commandant est muté sur le croiseur marchand auxiliaire allemand Widder,.
Sa troisième patrouille part du port de Wilhelmshaven le 2 février 1940  sous les ordres du Korvettenkapitän Harald Grosse pour le nord-est de l'Espagne. Après vingt-deux jours en mer et cinq navires marchands coulés pour un total de 13 298 tonneaux et un navire marchand endommagé de 8 022 tonneaux, il est coulé le 23 février 1940 en mer du nord au centre de l'archipel des Orcades par des charges de profondeur lancées depuis le destroyer britannique HMS Gurkha à la position géographique de 60° 32′ N, 6° 14′ O.
Les 42 membres d'équipage meurent dans cette attaque.

## Affectations
- Unterseebootsflottille "Wegener" du 24 juin au 31 décembre 1939 à Kiel (entrainement)
- 7. Unterseebootsflottille du 1er janvier au 23 février 1940 à Kiel (service active)

## Commandements
- Oberleutnant zur See Dietrich Knorr du 24 juin à août 1939
- Kapitänleutnant Ernst-Günter Heinicke d'août 1939 au 14 janvier 1940
- Oberleutnant zur See Heinrich Schonder de décembre 1939 à janvier 1940
- Korvettenkapitän Harald Grosse du 15 janvier au 23 février 1940

Nota: Les noms de commandants sans indication de grade signifie que leur grade n'est pas connu avec certitude à notre époque à la date de la prise de commandement.

## Patrouilles
|       | Commandant            | Départ          | Départ        | Arrivée           | Arrivée | Jours    | Succès   |
| ----- | --------------------- | --------------- | ------------- | ----------------- | ------- | -------- | -------- |
| 1     | Ernst-Günter Heinicke | 29 août 1939    | Wilhelmshaven | 30 septembre 1939 | Kiel    | 33 jours | 14 018   |
| 2     | Ernst-Günter Heinicke | 21 octobre 1939 | Kiel          | 30 novembre 1939  | Kiel    | 41 jours |          |
| 3     | KrvKpt. Harald Grosse | 2 février 1940  | Wilhelmshaven | 23 février 1940   | Coulé   | 22 jours | 21 320   |
| Total | Total                 | Total           | Total         | Total             | Total   | 96 jours | 35 338 t |

Note : KrvKpt = Korvettenkapitän

Nota: Les noms de commandants sans indication de grade signifie que leur grade n'est pas connu avec certitude à notre époque à la date de la prise de commandement.

## Navires coulés
L'Unterseeboot 53 a coulé 7 navires marchands ennemis de 27 316 tonneaux et a endommagé 1 autre navire marchand de 8 022 tonneaux au cours des 3 patrouilles (96 jours en mer) qu'il effectua.
| Navires coulés ou endommagés par le U-53 |                       |             |               |           |
| Date                                     | Nom                   | Nationalité | Tonnage (GRT) | Fait      |
| 15 septembre 1939                        | SS Cheyenne           | Royaume-Uni | 8 825         | Coulé     |
| 17 septembre 1939                        | SS Kafiristan         | Royaume-Uni | 5 193         | Coulé     |
| 11 février 1940                          | MV Imperial Transport | Royaume-Uni | 8 022         | Endommagé |
| 11 février 1940                          | SS Snestad            | Norvège     | 4 114         | Coulé     |
| 12 février 1940                          | SS Dalarö             | Suède       | 3 927         | Coulé     |
| 13 février 1940                          | SS Norna              | Suède       | 1 022         | Coulé     |
| 14 février 1940                          | SS Martin Goldschmidt | Danemark    | 2 095         | Coulé     |
| 18 février 1940                          | SS Banderas           | Espagne     | 2 140         | Coulé     |

### Sources
- (en) Cet article est partiellement ou en totalité issu de l’article de Wikipédia en anglais intitulé « German submarine U-53 (1939) » (voir la liste des auteurs).